# Arnie Robinson
Clarence Earl Robinson Jr., detto Arnie (San Diego, 7 aprile 1948 – San Diego, 1º dicembre 2020), è stato un lunghista statunitense, medaglia d'oro olimpica a Montréal 1976 e medaglia di bronzo a Monaco di Baviera 1972.

## Biografia
Esordì nelle competizioni ufficiali come atleta universitario nell'ambito dei programmi sportivi statunitensi per studenti, detti NCAA, e dal 1970, fece il suo debutto in quella che sarà la specialità principale della sua carriera, il salto in lungo.
Nel 1971 vinse la medaglia d'oro ai Giochi panamericani di Cali in Colombia, e l'anno successivo conquistò la medaglia di bronzo ai Giochi olimpici di Monaco di Baviera con la misura di 8,03 m, dietro al connazionale Randy Williams e al tedesco occidentale Hans Baumgartner.
Nel 1976, ai Giochi olimpici di Montréal, ottenne il successo più prestigioso della carriera, vincendo la medaglia d'oro con la misura di 8,35 m e prendendosi la rivincita davanti a Randy Williams e al tedesco orientale Frank Wartenberg.
Nel 1977 a Düsseldorf ottenne il proprio ultimo successo in carriera, vincendo in Coppa del mondo con la misura di 8,19 m.
Nel 1979 annunciò il ritiro dall'attività agonistica e negli anni successivi divenne il preparatore atletico della squadra universitaria della propria città, il San Diego Mesa.
È scomparso nel dicembre 2020 all'età di 72 anni per complicazioni legate al COVID-19.

## Palmarès
| Anno | Manifestazione      | Sede              | Evento         | Risultato | Prestazione | Note                          |
| ---- | ------------------- | ----------------- | -------------- | --------- | ----------- | ----------------------------- |
| 1971 | Giochi panamericani | Cali              | Salto in lungo | Oro       | 8,02 m      |                               |
| 1972 | Giochi olimpici     | Monaco            | Salto in lungo | Bronzo    | 8,03 m      |                               |
| 1975 | Giochi panamericani | Città del Messico | Salto in lungo | Argento   | 7,94 m      |                               |
| 1976 | Giochi olimpici     | Montréal          | Salto in lungo | Oro       | 8,35 m      | Miglior prestazione personale |

## Altre competizioni internazionali
1977
- Oro in Coppa del mondo ( Düsseldorf), salto in lungo - 8,19 m